# Eleonora Gaggero
Eleonora Gaggero (Génova, 20 de novembro de 2001) é uma autora e atriz italiana, conhecida por interpretar o papel de Nicole De Ponte na série de televisão Alex & Co. (2015) do Disney Channel Itália. Na literatura, é essecialmente reconhecida pela sua obra Sul Più Bello (É Demais Para Mim) que foi adaptada para o cinema em 2020.

## Biografia
Eleonora Gaggero começou a dançar aos três anos de idade. Tímida por natureza, os seus pais inscreveram-na num curso de arte dramática para a ajudar a ultrapassar os seus medos. Pouco depois começou a participar em anúncios televisivos com apenas 10 anos.
Em 2015, interpretou o papel de Nicole De Ponte em Alex & Co., recebendo o Prémio de Revelação do Ano no Capri Hollywood Festival de 2016 pelo seu desempenho. Integrou também o elenco da série italiana Scomparsa em 2017 e os filmes Non c'è campo de 2017, de Federico Moccia, e Sul Più Bello de 2020, produzido pela Netflix. Em 2024, participou na série Those About to Die, transmitida pela Peacock e dirigida por Roland Emmerich. 
Na literatura, estreou-se em 2017 com o romance Se è con te, sempre. Em 2020, a obra Sul Più Bello (traduzido É Demais para Mim em Portugal) foi um sucesso da crítica e nas livrarias, tendo, logo de seguida, sido transformado num filme, onde a própria Eleonora Gaggero participou.

## Obras

### Literatura
- Red Tears - L'amore no dura per sempre, l'odio si (2022)[5]
- Sul Più Bello (2020)[6]
- Effy e James. La nostra storia (2019)[7]
- L'ultimo respiro (2019)[8]
- Dimmi che ci credi anche tu (2018)[9]
- Se è con te, sempre (2017)[10]

### Cinema e Televisão
- Those About to Die (série de televisão, 2024, 4 episódios)
- Sul Più Bello (longa-metragem, 2020)
- Revenge Room (curta-metragem, 2020)
- Scomparsa (série de televisão, 2017, 12 episódios)
- Non c'è campo (longa-metragem, 2017)
- Alex & Co. (série de televisão, 2015-2017, 56 episódios)
- Come diventare grandi nonostante i genitori (longa-metragem, 2016)
- Fraterlli unici (longa-metragem, 2014)

## Links externos
- Eleonora Gaggero. no IMDb.